# Honey♥Come!!
〈Honey♥Come!!〉(ハニ・カム 하니 카무[*], 허니 컴)은 오구라 유이의 다섯 번짜 싱글이다. 2015년 8월 12일에 킹 레코드에서 발매되었다.

## 개요
오구라의 싱글로는 이전 싱글 〈Tinkling Smile〉가 발매된지 1년 만에 발매하는 싱글이다. 발매 형태는 기간 한정반(KICM-91607)와 통상반(KICM-1608)의 두 종류이며 기간 한정반에는 타이틀 곡의 PV와 메이킹 영상을 수록한 DVD가 들어 있다. 
타이틀 곡은 TV 애니메이션 《城下町のダンデライオン / 성 아랫마을의 단델리온》의 닫는 곡으로 사용되었다. 곡 이름은 작사를 담당하였던 오모리 쇼코는 이전의 녹음 중에 오구라가 잘 수줍어하고 있었던 것이 원인이라고 말하고 있다. 가사의 내용은 작품과 오구라 자신이 생각하고 있는 것이 연결되도록 제작되어 있다. 
타이틀 곡은 PV가 제작되어 있으며 꿀벌을 모양의 드레스를 입은 오구라가 춤을 추고 있다. 또, 디스크 자켓은 하트가 모티브로 사용되고 있으며 기간 한정반에서는 스커트의 옷자락이 하트 마크로 되어 있으며 통상반에서는 오구라가 손으로 하트 마크를 만들고 있다.

## 수록 내용
| #            | 제목                                    | 작사          | 작곡         | 편곡  | 재생 시간 |
| ------------ | --------------------------------------- | ------------- | ------------ | ----- | --------- |
| 1.           | 〈Honey♥Come!!〉                        | 오모리 쇼코   | 슌류         | 4:07  |           |
| 2.           | 〈ガーリッシュエイジ 걸리시 에이지〉    | 코다마 사오리 | 카미야 레이  | 3:31  |           |
| 3.           | 〈Honey♥Come!!〉 (TV size)              | 오모리 쇼코   | 슌류         | 1:32  |           |
| 4.           | 〈Honey♥Come!!〉 (off vocal ver.)       |               | 슌류         | 4:07  |           |
| 5.           | 〈ガーリッシュエイジ〉 (off vocal ver.) |               | 카미야 레이  | 3:29  |           |
| 총 재생 시간 | 총 재생 시간                            | 총 재생 시간  | 총 재생 시간 | 16:47 |           |

| #  | 제목                           | 재생 시간 |
| -- | ------------------------------ | --------- |
| 1. | 〈Honey♥Come!!〉 (MUSIC VIDEO) |           |
| 2. | 〈Honey♥Come!!〉 (MAKING)      |           |

## 차트
| 차트 (2014년)                     | 최고 순위 |
| --------------------------------- | --------- |
| 일본 (오리콘)                     | 13        |
| 일본 (빌보드 재팬 핫 100)         | 30        |
| 일본 (빌보드 재팬 핫 애니메이션)  | 7         |
| 일본 (빌보드 재팬 핫 싱글 세일즈) | 11        |

## 발매일
| 국가     | 발매일          | 포맷                                  | 레이블     |
| -------- | --------------- | ------------------------------------- | ---------- |
| 일본     | 2015년 8월 12일 | CD+DVD, CD, 디지털 다운로드, 스트리밍 | 킹 레코드  |
| 대한민국 | 2015년 8월 14일 | 디지털 다운로드, 스트리밍             | 씨엔엘뮤직 |

### 내용주
1. ↑  싱글 제목을 발음하면 ‘하니카무’(ハニ・カム)이며 ‘수줍어하다’ 또는 ‘부끄러워하다’라는 뜻의 일본어도 ‘하니카무’(含羞む)로 발음되는 말장난이다.

### 참조주
1. ↑  “ゆいかおり＆小倉唯「城下町のダンデライオン」テーマ曲担当” [유이카오리&오구라 유이 “성 아랫마을의 단델리온” 테마곡 담당] (일본어). ナタリー. 2015년 5월 11일. 2015년 9월 9일에 확인함.
2. 1 2  “小倉唯「Honey Come!!」インタビュー” [오구라 유이 ‘Honey Come!!’ 인터뷰] (일본어). ナタリー. 2015년 8월 11일. 2015년 9월 9일에 확인함.
3. ↑  “ゆいかおり＆小倉唯、新曲のMVメイキングを仲良く同時公開” [유이카오리&오구라 유이, 신곡 MV 메이킹을 사이좋게 동시 공개] (일본어). ナタリー. 2015년 7월 18일. 2015년 9월 9일에 확인함.
4. ↑  “小倉唯、2つのハート届ける新作ジャケット” [오구라 유이, 두 개의 하트 보내는 신작 자켓] (일본어). ナタリー. 2015년 8월 10일. 2015년 9월 9일에 확인함.
5. ↑  “Honey Come!! ［CD+DVD］＜期間限定盤＞” (일본어). タワーレコード. 2015년 9월 9일에 확인함.
6. ↑  “Honey■Come!!(期間限定盤)”. 《ORICON STYLE》 (일본어). オリコン. 2015년 9월 9일에 확인함.
7. ↑  “Billboard Japan Hot 100 2015/08/24 付け”. 《Billboard JAPAN》 (일본어). 阪神コンテンツリンク. 2015년 9월 9일에 확인함.
8. ↑  “Billboard Japan Hot Animation 2014/08/24 付け”. 《Billboard JAPAN》 (일본어). 阪神コンテンツリンク. 2015년 9월 9일에 확인함.
9. ↑  “Billboard Japan Hot Singles Sales 2015/08/24 付け”. 《Billboard JAPAN》 (일본어). 阪神コンテンツリンク. 2015년 9월 9일에 확인함.